# До натури
«До нату́ри» — вірш Лесі Українки. Датується орієнтовно 1889 р.

## Історія
Вперше надруковано в журн. «Зоря», 1889, № 8, стор. 133, під заголовком «До природи».
Автографи — ІЛІШ, ф. 2, № 746, та ІЛІШ, ф. 2, № 747, стор. 18.
Поміщене до збірки «На крилах пісень», К., 1904, стор. 12.